# Tsugaru (cieśnina)
Cieśnina Tsugaru (jap. 津軽海峡 Tsugaru-kaikyō; ros. Сангарский пролив) – cieśnina oddzielająca wyspy Honsiu i Hokkaido w północnej Japonii, łącząca Morze Japońskie z Pacyfikiem.
Cieśnina ma długość 110 km, szerokość od ok. 24 do ok. 40 km. Przez cieśninę przepływa prąd morski Tsugaru, który jest cieplejszym i silniej zasolonym przedłużeniem prądu cuszimskiego (zachodniego odgałęzienia prądu Kuro Siwo).
Południową granicę cieśniny stanowią wybrzeża półwyspów: Tsugaru i Shimokita na Honsiu oraz zatoka Mutsu. Północną natomiast są brzegi półwyspu Oshima i jego odnóg Matsumae i Kamaeda na Hokkaido oraz ujście zatoki Hakodate. Administracyjnie południowe wybrzeża leżą w prefekturze Aomori, a północne w prefekturze Hokkaido.
Ze względu na zakaz stacjonowania broni jądrowej na terytorium Japonii (na mocy art. 9 konstytucja Japonii) rząd japoński wyznaczył w cieśninie minimalną 3 milową granicę zamiast dopuszczalnych 12 mil. Tym samym wody poza strefą 3-milową mają status otwarty, co pozwala przepływać przez nie amerykańskim okrętom wyposażonym w broń nuklearną oraz okrętom innych państw. Całość cieśniny pozostaje w japońskiej wyłącznej strefie ekonomicznej.
Tunel Seikan, łączący Honsiu i Hokkaido, zbudowany został częściowo pod dnem cieśniny, pomiędzy przylądkami Tappi na półwyspie Tsugaru a Shirakami na półwyspie Matsumae. Biegnie pod dnem morskim na długości 23,30 km.